# Laurent Muhlethaler
Laurent Muhlethaler (Prémanon, 27 settembre 1997) è un combinatista nordico francese.

## Biografia
Attivo in gare FIS dal febbraio del 2012, Muhlethaler ha esordito in Coppa del Mondo il 5 dicembre 2015 a Lillehammer (42º) e ai Campionati mondiali a Lahti 2017, dove si è classificato 38º nel trampolino lungo e 7º nella gara a squadre dal trampolino normale. Ai successivi Mondiali di Seefeld in Tirol 2019 è stato 42º nel trampolino normale, 28º nel trampolino lungo e 6º nella gara a squadre dal trampolino normale, mentre a quelli di Oberstdorf 2021 si è classificato 12º nel trampolino normale, 9º nel trampolino lungo, 6º nella gara a squadre e 6º nella sprint a squadre. L'anno dopo ai XXIV Giochi olimpici invernali di Pechino 2022, suo esordio olimpico, si è piazzato 28º nel trampolino normale, 26º nel trampolino lungo e 5º nella gara a squadre; il 12 febbraio 2023 ha conquistato a Schonach im Schwarzwald il primo podio in Coppa del Mondo (3º), ai successivi Mondiali di Planica 2023 è stato 12º nel trampolino normale, 13º nel trampolino lungo e 4º nella gara a squadre e a quelli di Trondheim 2025 si è classificato 10º nel trampolino normale, 18º nel trampolino lungo, 7º nella gara a squadre e 6º nella gara a squadre mista.

## Palmarès

### Coppa del Mondo
- Miglior piazzamento in classifica generale: 8º nel 2023
- 3 podi (2 individuali, 1 a squadre):
  - 3 terzi posti